# Doris Fisher, baronessa di Rednal
Doris Mary Gertrude Fisher, Baronessa di Rednal, giudice di pace (Birmingham, 13 settembre 1919 – 18 dicembre 2005), è stata una politica inglese.

## Biografia
Nata a Birmingham, è la figlia di Federico James Satchwell.  Fu educata alla Tinker's School Farm Girls e poi andò al Fircroft College e poi Bournville Day Continuation College.

### Carriera
Ha aderito al Partito Laburista nel 1945. Un anno dopo, Fisher è stata eletta membro del consiglio comunale di Birmingham, nel quale è stata fino al 1974. In seguito ha ricoperto la carica di membro del Warrington and Runcorn Development Corporation fino al 1989. Fisher è stata la Presidentessa Nazionale della Co-operative Party Guild nel 1961 e fu nominata giudice di pace. Fu membro della Camera dei comuni dal 1970 al 1974 per il collegio di Birmingham Ladywood.

### Vita privata
Sposò Joseph Fisher nel 1939 ed ebbe due figlie. Suo marito è morto nel 1978 e lei nel 2005, all'età di 86 anni.